# Här går en man
Här går en man är Anders Glenmarks femte studioalbum som soloartist, utgivet 1988 på The Record Station.
Här går en man var Glenmarks första soloalbum sedan 1981 års Det är mitt liv – det är jag. Albumet producerades av Anders Glenmark. Det spelades in i Polar Studios april–maj 1988 med Lennart Östlund som tekniker.
Från albumet släpptes singlarna "Bröllopet", "Vill du resa i vår så reser jag med dig" och "Här går en man".

## Låtlista
All musik komponerad av Anders Glenmark, alla texter skrivna av Leif Käck.
1. "Här är jag" – 2:31
2. "Här går en man" – 4:11
3. "Vill du resa i vår så reser jag med dig" – 4:41
4. "Förälskad" – 4:58
5. "Alltid du" – 4:01
6. "Stolt land" – 4:46
7. "Om du vill" – 3:41
8. "Bröllopet" – 4:32
9. "Man med mod" – 5:07
10. "Vi kan väl dansa en dans ändå" – 4:50
11. "Novembernatt" – 4:33

## Medverkande
Musiker
- Tony Bauer – viola
- Anders Glenmark – sång
- Jonas Isacsson – gitarr
- Kalle Moraeus – violin
- Åke Sundqvist – trummor
- Leo Winland – cello

Övriga
- Sofia Eklöf – foto
- Anders Glenmark – producent
- Bea Uusma – omslag
- Lennart Östlund – tekniker

## Listplaceringar
| Lista (1988–1989) | Position |
| ----------------- | -------- |
| Sverige           | 15       |